# Fredegario
Fredegario (fine del VII secolo d.C. – inizio dell'VIII secolo d.C.) è stato uno scrittore e storico franco, di origine burgunda.

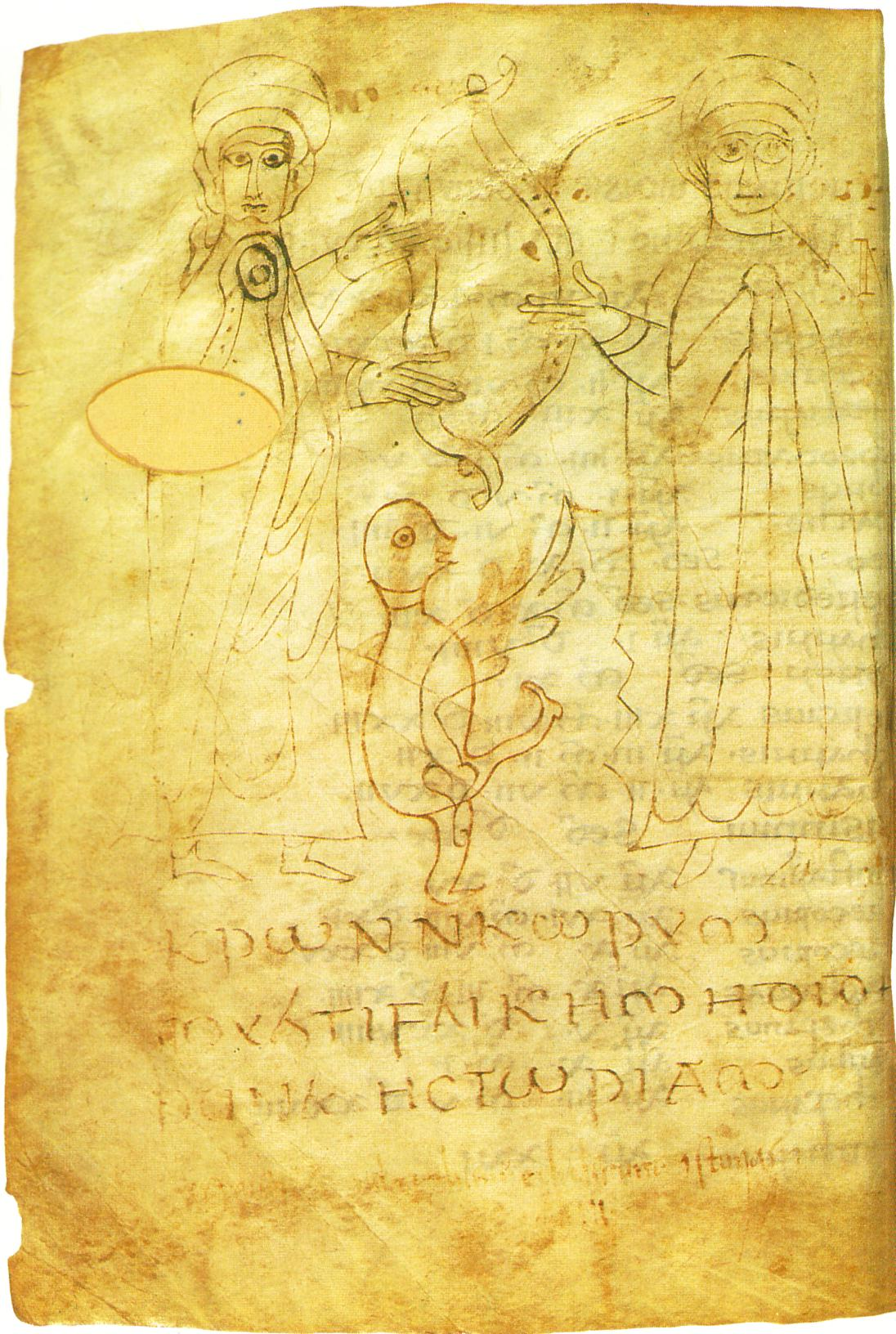
Una pagina dei Chronicarum libri IV

È ricordato come autore della raccolta di scritti storici che porta il suo nome.
La Cronaca di Fredegario (in francese, Chronique de Frédégaire) è considerata la più importante fonte per la storia del territorio gallico (relativamente ad Austrasia e Neustria) nell'Alto Medioevo. L'opera ripercorre la storia dei Franchi in Austrasia e contiene notizie sui popoli dei territori limitrofi (Ostrogoti e Longobardi in Italia, Vandali e Goti in Francia e in Spagna), e porta notazioni anche sul mondo bizantino. Il resoconto dei fatti cessa con l'avvento di Carlo Magno e Carlomanno I.

## La Cronaca di Fredegario
"Sotto tale nome, introdotto dallo Scaligero (Agen, 5 agosto 1540 – Leida, 21 gennaio 1609), è conosciuta una compilazione che il codice latino 10.310 della Nazionale di Parigi conserva con il nome di Lucerio e un cronogramma letto da alcuni 678, da altri 715" e la cui edizione più recente si trova in Monumenta Germaniae Historica, Scriptores rerum Merovingicarum.
Il testo riporta in successione cinque cronache: il Liber generationis di Ippolito di Roma, il Cronaca di San Jérôme, il Cronache di Idazio e di Isidoro di Siviglia. Segue un compendio dei primi libri (sei su dieci) della Historia Francorum di Gregorio di Tours in latino volgare, (che inizia il resoconto con la Creazione e termina con i fatti del 584, anno dell'assassinio di Childerico I avvenuto nel mese di settembre); a margine di questi compaiono alcune altre informazioni come un elenco dei re e dei papi e alcune leggende galliche precedenti a Gregorio di Tours. Dopo questi scritti ha inizio la parte specifica della raccolta che registra i fatti, anno per anno, a partire dal 584. La prima parte si interrompe bruscamente dopo gli avvenimenti del 641 (quarto anno del regno di Clodoveo II). Successivi ai fatti del 642, sono quelli riportati dagli scritti di anonimo su istruzioni del conte Childebrando, fratellastro di Carlo Martello, e di suo figlio Nibelungo: Liber historiae francorum. Le cronache riguardano gli avvenimenti che si succedettero sotto la dinastia Merovingia dei "re fannulloni", ed esprimono il punto di vista della Neustria. Sono annotati i fatti fino al 736, poi fino al 751, e infine gli avvenimenti sotto il governo di Pipino il Breve, figlio di Carlo Martello e padre di Carlo Magno (Pipino aveva ereditato dal padre la carica di maggiordomo di palazzo di Austrasia in cui, di fatto, esercitava il potere; divenne re solo nel 751 dopo aver deposto Childerico III l'idiota (714 – 755), con l'approvazione di papa Zaccaria). Cessano nell'anno della sua morte nel 768.

L'Austrasia nel 481 e l'espansione del Regno dei Franchi
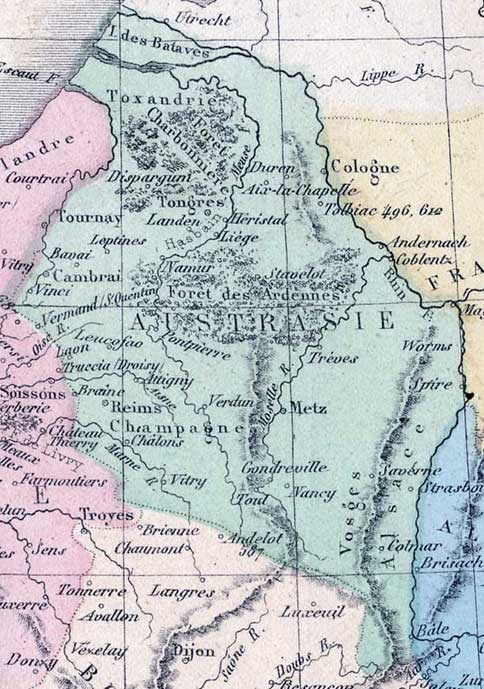
L'Austrasia nel 752
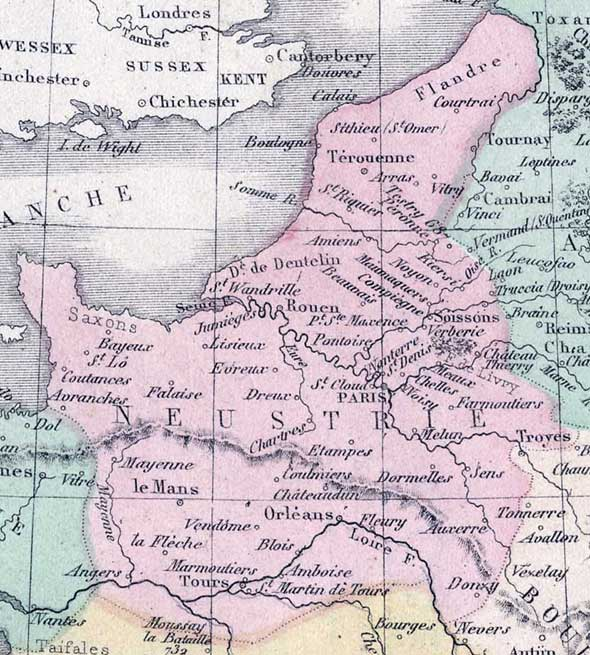
Neustria nel 752
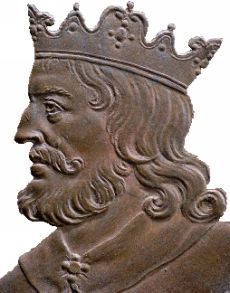
Ritratto di Childerico II re di Austrasia (Merovingi), Biblioteca nazionale di Francia
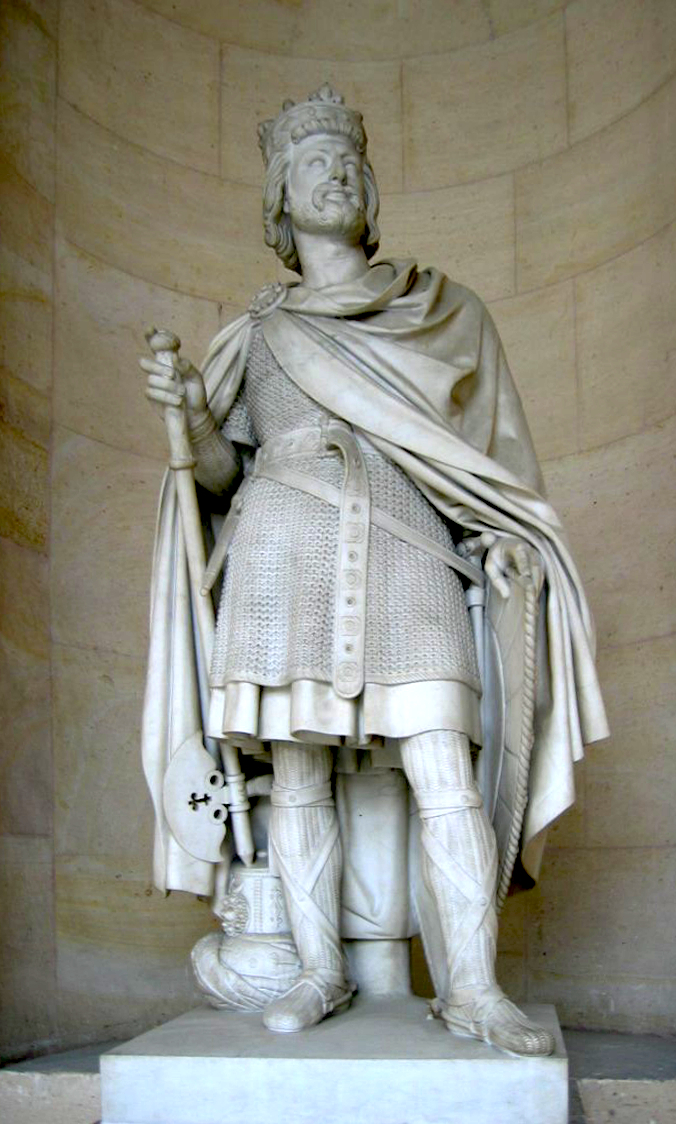
Carlo Martello, maggiordomo di palazzo di Austrasia, Galerie de statue du chateau de Versaille
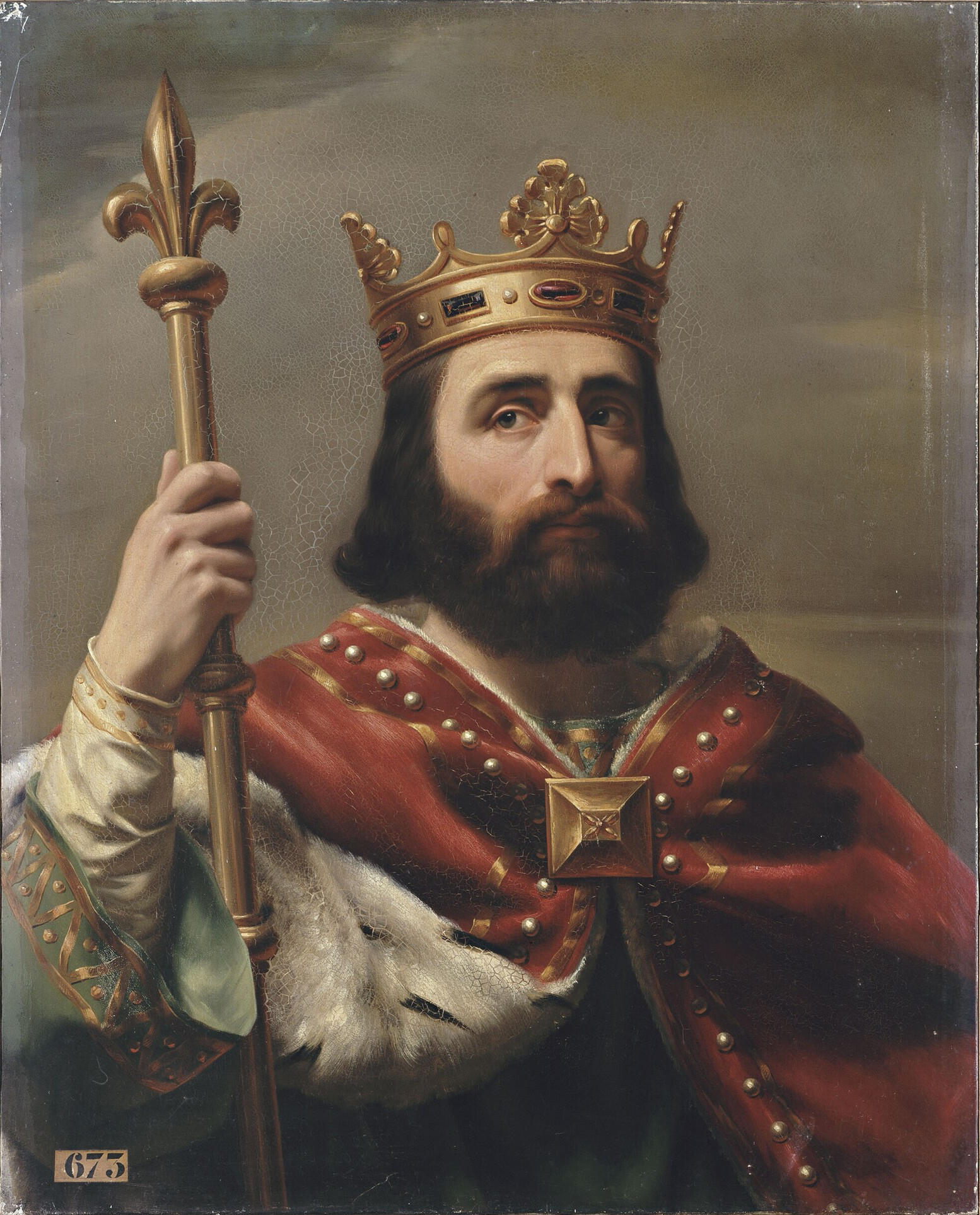
Louis Felix Amiel (1802-1864), Pipino il Breve maggiordomo di palazzo di Austrasia e re dal 751
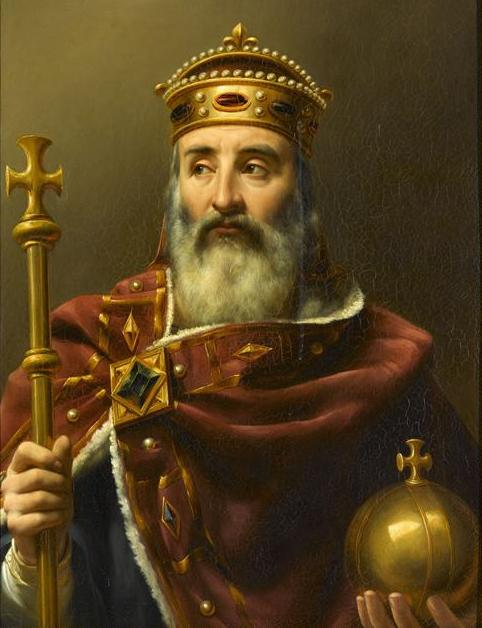
Louis Félix Amiel (1802-1864), Carlo Magno (742-814), imperatore del Sacro Romano Impero dall'anno 800

Le informazioni sulle dinastie in territorio franco, riprendono con il Vita et gesta Caroli Magni ad opera di Eginardo, biografo ufficiale di Carlo Magno.

## Piano dell'opera
I resoconti sono in tutto sei:
- Liber generationis di Ippolito da Roma
- Cronaca di San Jérôme
- Cronache di Idazio di Chaves
- Cronache di Isidoro di Siviglia,
- Historia Francorum di Gregorio di Tours, primi sei libri,
- Liber historiae francorum, attribuito a Childebrando e Nibelungo,